# Calogero
Pour les articles homonymes, voir Maurici et Calogero (homonymie).
Calogero, de son nom complet Calogero Maurici, est un chanteur, compositeur et musicien franco-italien, né le 30 juillet 1971 à Échirolles (Isère).
S'intéressant très tôt à la musique, Calogero apprend rapidement à jouer de plusieurs instruments, dont la flûte, le piano, et la basse. Il débute dans la musique en formant à l'âge de 16 ans le groupe Les Charts, en 1987, avec son frère Gioacchino et Francis Maggiulli. En 1999, il se lance dans une carrière en solo avec l'album Au milieu des autres, et devient populaire à partir de son deuxième album, Calogero, sorti en 2002.

## Biographie

### Enfance et famille
Calogero Joseph Salvatore Maurici naît le 30 juillet 1971 à Échirolles, en Isère. Ses parents sont des immigrés siciliens, venant de Sommatino, dans la province de Caltanissetta. Son père est peintre en bâtiment et sa mère, femme au foyer. Il grandit dans les villages de Saint-Michel-de-Saint-Geoirs et Saint-Étienne-de-Saint-Geoirs (Isère) et étudie au collège Pablo-Picasso d'Échirolles[réf. nécessaire].
Il a une sœur et deux frères[réf. nécessaire], dont Gioacchino avec qui il fondera les Charts. Il est le cadet de la fratrie.
Avant de se lancer dans une carrière musicale, il est apprenti plombier à Grenoble et apprenti boucher à Paris.
Il est initié au synthétiseur par un voisin mélomane à Grenoble[réf. nécessaire].

### Carrière

#### Débuts et Charts (1987–1998)
Calogero forme en 1987, le groupe Charts avec son frère Gioacchino et Francis Maggiulli. Remarqués par France Gall en octobre 1987 et par le producteur Philippe Gaillard, le groupe signe un contrat discographique en 1988. Les Charts sortent cinq albums entre 1989 et 1997 : L'océan sans fond, Notre monde à nous, Hannibal, Acte I, et Changer (auquel participe Matthieu Chedid). Calogero n’affiche alors pas encore son vrai prénom, mais signe « Charly », tout comme son frère alors appelé « Jacky ».
En 1991, un disque d'or leur est remis pour leur second album, Notre monde à nous, porté par le single Aime-moi encore. Le groupe se sépare en 1997, après le faible nombre de ventes de leur album Changer, chacun des trois membres poursuivant alors sa carrière en solo.

#### Premiers albums solo (1999–2005)
Au milieu des autres
Le premier album solo de Calogero, Au milieu des autres, est produit en 1999 par le label indépendant RAPAS, distribué par Mercury, avec le soutien d’artistes comme Pascal Obispo et Zazie (qui lui signe une chanson, Devant toi), dont il assure quelques premières parties sur scène[réf. nécessaire].
Calogero
En 2002, il connaît un grand succès avec l’album Calogero, certifié disque de diamant pour avoir dépassé le million de ventes unitaires, grâce notamment aux singles En apesanteur et Prendre racine. Il enchaîne alors les tournées, sessions privées et émissions de télévision.
3
Avec son troisième album, intitulé 3, il impose son style et se détache peu à peu de l’étiquette Pascal Obispo. Cet album, sorti en 2004, apparaît comme une consécration pour l'artiste et renferme de nouveaux succès commerciaux : Yalla, Si seulement je pouvais lui manquer et surtout Face à la mer, interprété en duo avec le rappeur Passi. Les ventes de l’album approchent le million et demi d’exemplaires[réf. nécessaire], et il est consacré « meilleur artiste masculin » lors des 19e Victoires de la musique.
En 2005, il entame une longue tournée, qui va se concrétiser par la sortie d’un album enregistré en concert, Live 1.0, qui contient des duos avec La Grande Sophie et Raphael.
Pomme C
Il part ensuite avec ses musiciens en Toscane afin d’enregistrer son quatrième album, dans une maison de vacances, pour retrouver une ambiance « ado de 15 ans avec ses potes ». Souhaitant faire un album avec un seul et même auteur, il fait appel à Zazie qui lui écrit tous les textes, Calogero n’ayant soufflé que deux thèmes (l’immigration avec Suis-je assez clair ?, et l’amour virtuel avec Pomme C). Le disque, sorti en 2007 sous le titre Pomme C, connaît un succès largement inférieur aux précédents (300 000 exemplaires écoulés), mais lui permet de repartir en tournée.

#### L’EmbellieetV.O.-V.S.(2009-2012)
L'Embellie
Le 20 avril 2009, Calogero sort son cinquième album solo, L'Embellie, qui dépasse les 400 000 ventes, avec des textes signés Jean-Jacques Goldman (C'est dit), Grand Corps Malade (L'ombre et la lumière), Dominique A (Passage des cyclones, La fin de la fin du monde) ou encore Marc Lavoine (Nathan).
V.O.-V.S.
En avril 2010, il entame une tournée acoustique, parcourant les petites salles de France accompagné de sa guitare et de son piano. En novembre 2010 sort sa première compilation, V.O.-V.S., reprenant sur un premier CD, ses treize plus grands succès en version originale complétés d'une chanson inédite, C'est d'ici que je vous écris (signée Jean-Jacques Goldman), et sur un deuxième CD les mêmes quatorze chansons réorchestrées et réenregistrées avec un orchestre symphonique. En 2011, il se produit sur scène avec un orchestre symphonique, et en tire le CD/DVD Live symphonique.

#### Circus(2012-2014)

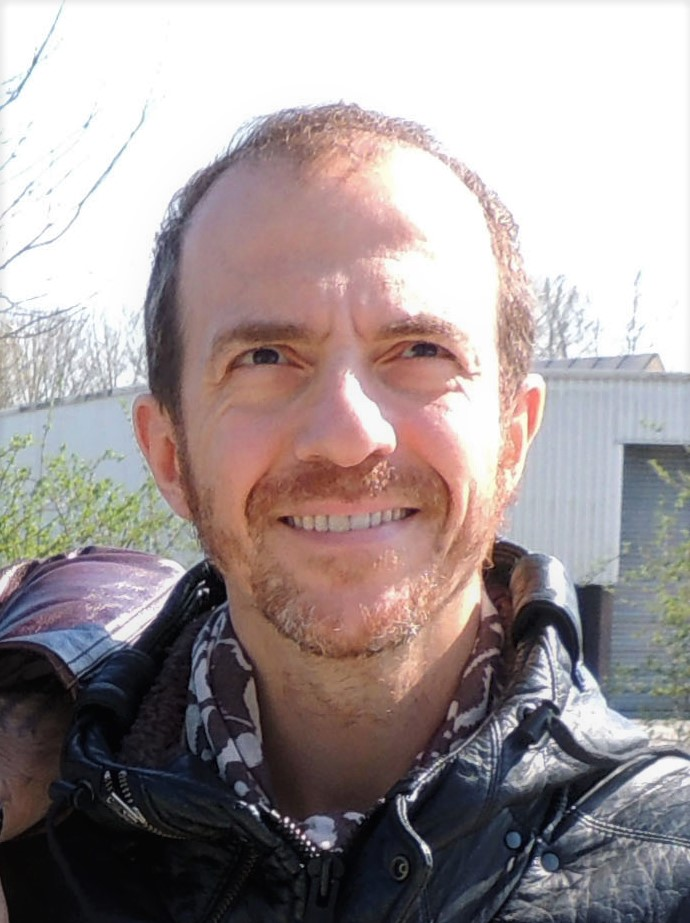
Calogero avant sa participation au télévie 2013 (Belgique).

En 2012, Calogero revient avec un groupe, Circus, composé de Stanislas, Philippe Uminski, Elsa Fourlon, et Karen Brunon.

#### Les Feux d'artificeetLiberté Chérie(2014-2020)
Les Feux d'artifice

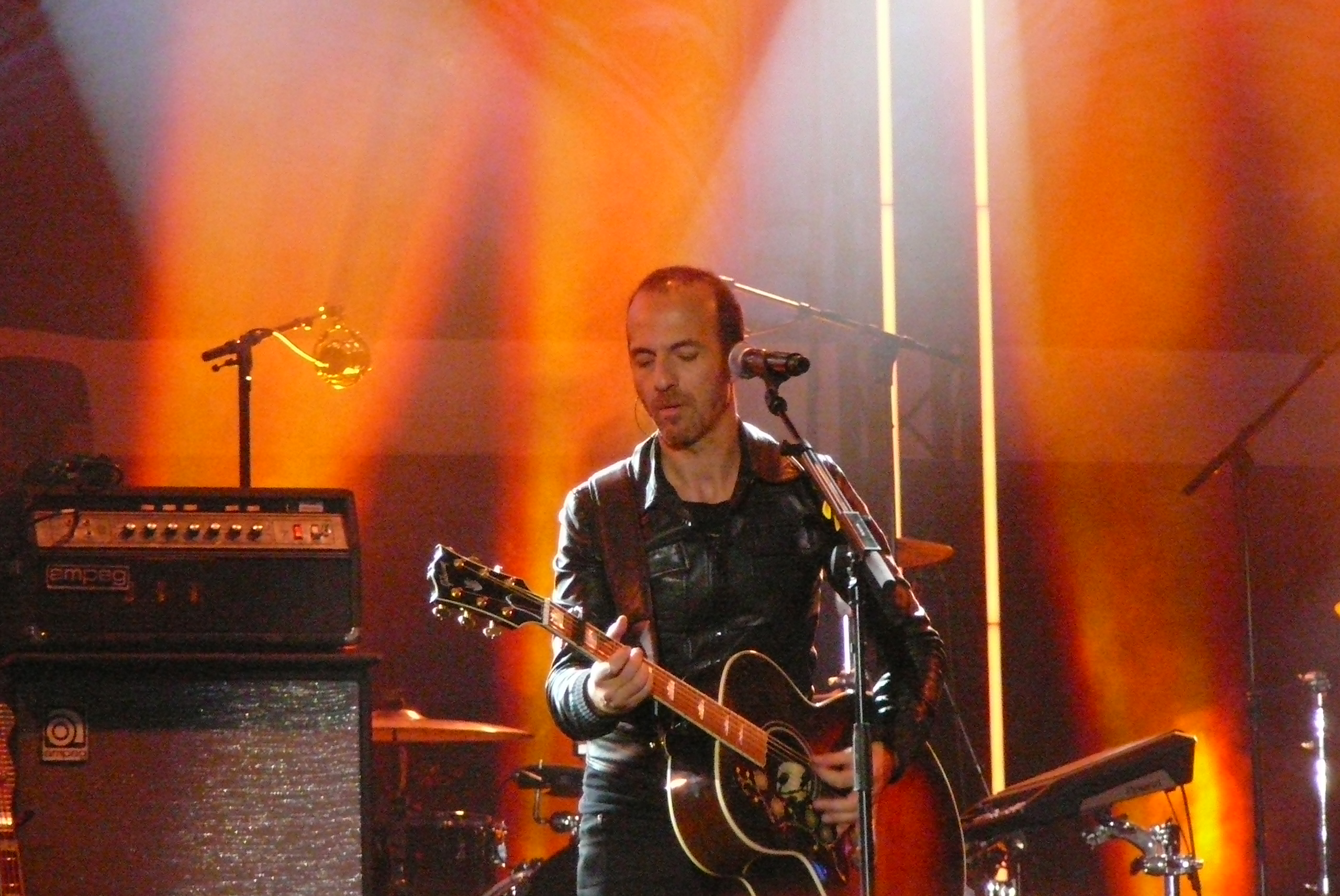
Calogero, en concert à Bruxelles, en 2014.

En mai 2014, Calogero sort Un jour au mauvais endroit, premier single de l'album Les Feux d'artifice. Le titre, qui traite du double meurtre de 2012 à Échirolles, sa ville de naissance, est élu « chanson originale de l'année » lors des Victoires de la musique. L'album connaît un franc succès, avec plus de 700 000 exemplaires vendus, porté par des titres comme Le Portrait, Avant toi et J'ai le droit aussi. Une tournée démarre en novembre 2014.
En mai 2015 sort Jimmy, un single chanté en anglais et en français avec le groupe Cats on Trees.

#### Liberté chérie

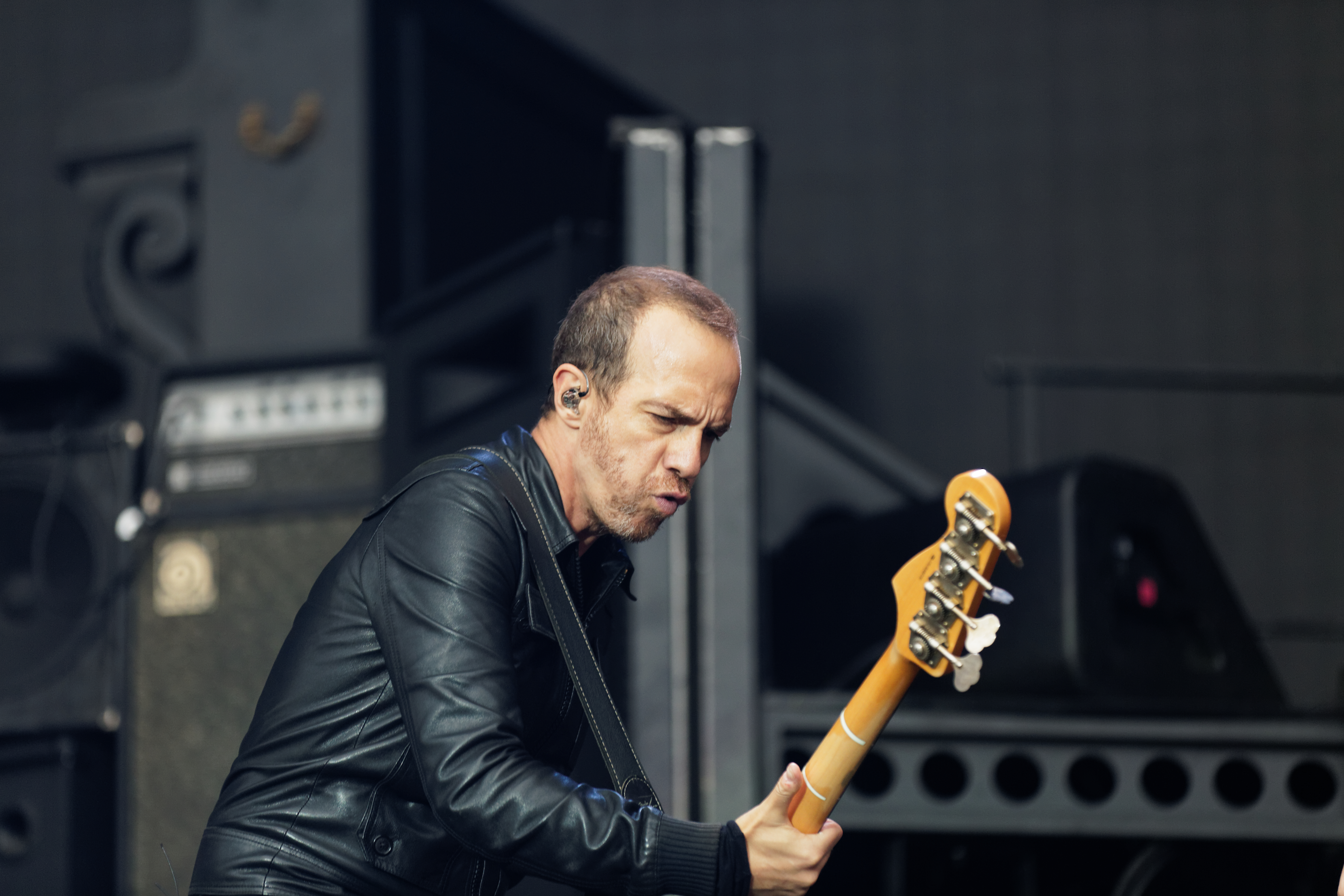
Calogero au festival des Vieilles Charrues en 2015.

Trois ans après la sortie de l'album Les Feux d'artifice, un nouveau single paraît le 28 avril 2017, Je joue de la musique,, annonçant un nouvel album, Liberté chérie sorti le 25 août. Ce nouveau disque, dont sont également extraits les titres Fondamental, 1987 et Voler de nuit, a été enregistré à Londres, comme son précédent album, aux studios Abbey Road. En juillet, Calogero dévoile son deuxième titre : On se sait par cœur. Une version de ce titre est également proposée en duo avec l'artiste Clara Luciani. La tournée Liberté chérie tour débute le 10 mars 2018 à Amiens.

#### Centre ville(2020-2022)
Le 26 mars 2020, pendant la pandémie de Covid-19, Calogero sort une chanson sur la situation intitulée On fait comme si, dévoilée quelques jours plus tôt dans une vidéo. Toutes les recettes engendrées par la vente de la chanson sont reversées à la Fondation Hôpitaux de Paris-Hôpitaux de France. Le 9 juillet 2020 sort La rumeur, un nouveau single. Ce titre dénonce les bruits de couloirs et les coups de buzz dans la société actuelle.
Son huitième album, Centre ville, sort le 4 décembre 2020. Après avoir repoussé sa tournée, ne souhaitant pas "jouer devant un public masqué", il entame une tournée estivale, début juin 2022, dans la salle parisienne de L'Européen, comme à son habitude. La tournée s'achève en septembre. Le 9 septembre sort la réédition de l'album contenant des reprises, des versions live ou acoustiques ainsi qu'un titre inédit.

#### A.M.O.U.R (2022-2024)

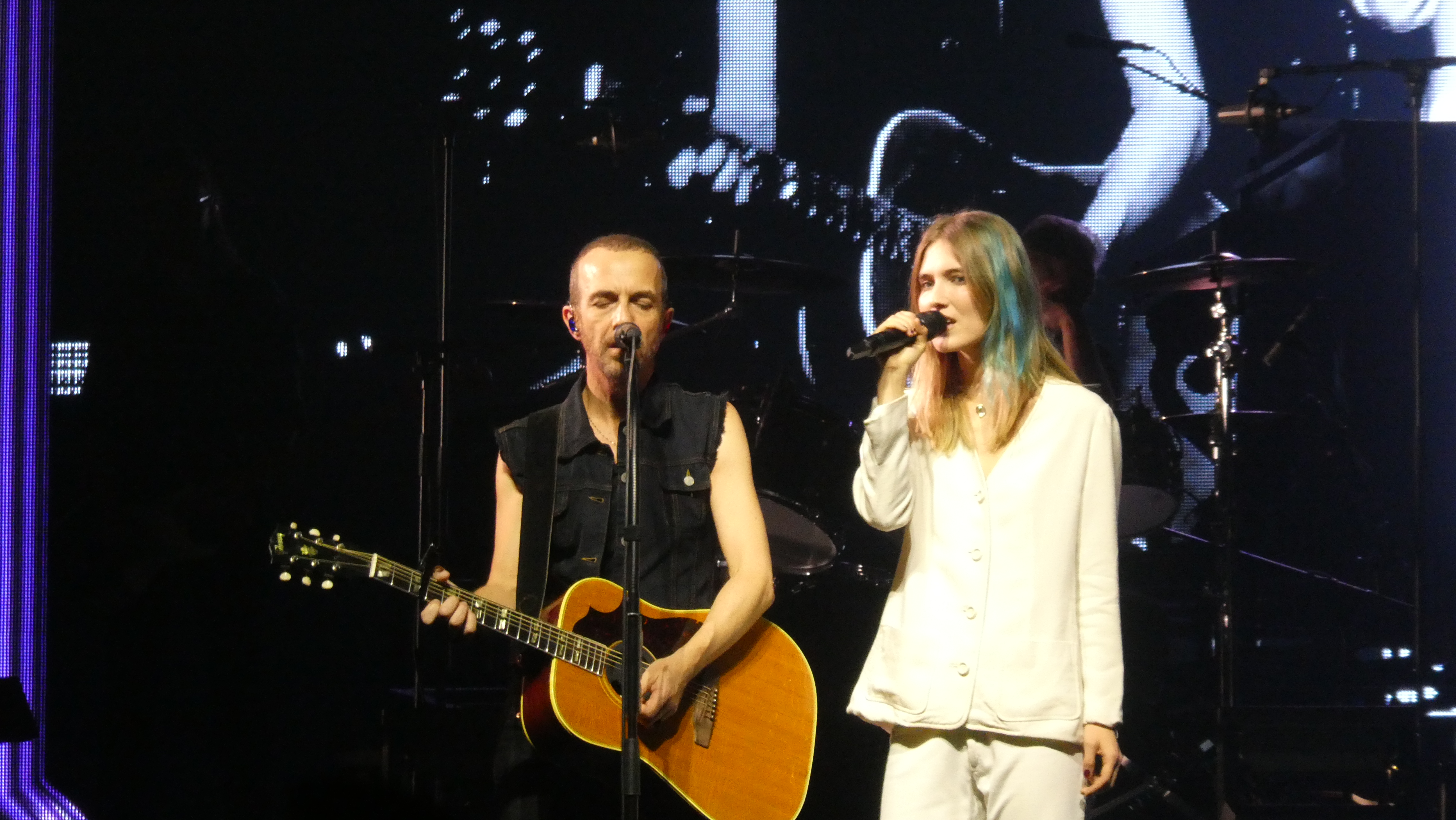
Calogero et Marie Poulain, en concert à Bruxelles, en 2024.

Le 16 décembre 2022, Calogero dévoile le single Par choix ou par hasard, hymne à la France qu'il décrit sur les réseaux sociaux comme « une chanson qui arrive, seule, entre deux albums ». Avec cette chanson, il entend célébrer non seulement son pays, mais aussi ses origines : « Quand les Bleus remportent une coupe, on défile sur les Champs-Élysées, on se drape du tissu tricolore. Ce drapeau, je le porte sur la pochette de cette nouvelle chanson, moi, Calogero Maurici, fils d’immigré. »
En février 2023, il est président d'honneur de la 38e cérémonie des Victoires de la musique. Le 20 mars, il est à l'affiche du concert annuel Deux générations chantent pour la troisième à l'Olympia de Paris, réalisé par la fondation « Recherche Alzheimer » au profit de la recherche sur la maladie d'Alzheimer. En mai, à l'aube de son neuvième album, il annonce une tournée pour 2024 intitulée A.M.O.U.R Tour, faisant notamment escale à Paris La Défense Arena.

#### X (depuis 2024)
Le 25 octobre 2024, il sort la chanson Parie qu'on s'aime encore en duo avec Ibrahim Maalouf, par la suite il annonce la sortie futur de son dixième album baptisé pour l'occasion "X", qui sort le 25 octobre 2024.

### Vie privée
Calogero reste marié durant sept années avec Hortense d'Estève, avec qui il a eu deux filles, Nina née en 2003 et Romy en 2006. Il vit ensuite avec la chanteuse-parolière Marie Bastide avec qui il a deux autres enfants, un garçon, Pio né en 2013 et, une fille, Rita en 2016,. Cette relation prend fin le 7 septembre 2023, la veille de la sortie de son neuvième album A.M.O.U.R.

## Style musical
Calogero évolue dans un style musical qu’il qualifie lui-même de pop rock : « J’ai toujours autant écouté Barbara et William Sheller que les Cure et les Who [...] j’ai le cul entre deux chaises ».
Il connaît son « premier choc musical » à l'écoute d'Ennio Morricone.
Il voue une grande admiration aux Beatles, en particulier Paul McCartney dont le morceau Live and Let Die est repris sur Live 1.0. Calogero possède un exemplaire de la guitare basse rendue célèbre par McCartney, la Höfner Violin. Entre son premier album solo et sa dernière tournée, le style musical évolue sensiblement vers un rock plus percutant et il dit également que son quatrième album : Pomme C est celui dont le son lui est le plus proche, un son plus recherché selon lui. Les nappes synthétiques et autres sons « artificiels » ont en grande partie laissé place aux guitares.
Calogero est bassiste mais il joue également des claviers et de la guitare. Sa formation initiale s’est d’ailleurs faite à l’orgue. Sur son premier album solo, il ne joue que les guitares, et sur les trois suivants l’intégralité des basses.

### Composition
À part pour le titre Je me suis trompé, Calogero n’écrit aucun texte, « ne trouvant pas les mots adéquats ». Il a déclaré : « Le temps que j’écrive un texte, les copains ont déjà fini un album » et préfère, dès lors, se consacrer essentiellement à ses mélodies. Ses textes sont signés par différents paroliers. Parmi les plus récurrents :
- Marie Bastide pour le groupe Circus et sur les albums Les feux d'artifice, Liberté Chérie et Centre ville ;
- Julie d'Aimé sur les albums Au milieu des autres et 3 ;
- Paul École, qui est l'auteur de nombreux textes sur les albums Les Feux d'artifice (4 titres dont Le Portrait et Les Feux d'artifice)Liberté Chérie (8 titres dont 1987, Fondamental), Centre ville (5 titres dont La Rumeur, Celui d'en bas) et A.M.O.U.R (4 titres dont Juste une chanson) ;
- Alana Filippi et Lionel Florence sur ses trois premiers albums ;
- Patrice Guirao sur les albums Calogero et 3 ;
- Zazie sur les albums Au milieu des autres et 3, ainsi que tous les textes de l'album Pomme C ;

D'autres chanteurs connus ont également écrit pour lui, tels que Françoise Hardy (Une dernière chance, 2002), Raphael (Le plus beau jour, 2002, et Un jour parfait, 2004), Passi (Face à la mer, 2004), Dominique A (La fin de la fin du monde, J'attends et Passage des cyclones, 2009), Dick Annegarn (Tu es fait pour voler et Tu n'as qu'à m'attraper, 2009), Jean-Jacques Goldman (C'est dit, 2009, et C'est d'ici que je vous écris, 2010), Grand Corps Malade (L'ombre et la lumière, 2009), Kent (L'embellie, 2009), Marc Lavoine (Nathan, 2009), Alex Beaupain (Avant toi, 2014) ou Benjamin Biolay (Mauvais perdant et Centre ville, 2020).

### Collaborations
Depuis la fin des années 1990, Calogero compose des chansons pour d’autres interprètes, souvent en collaboration avec son frère Gioacchino. Il offre ainsi des chansons, notamment, à :
- Jenifer : Je ne pourrai plus aimer (sous le nom de François Rause), C’est de l’or ;
- Fred Blondin : Je manque de toi et Perso et les aimants ;
- Patrick Fiori : Que tu reviennes, Être là, Encore, Tout le monde sait parler d'amour, Terra umana et Y'a plus grand-chose à dire ;
- Johnny Hallyday : Ça ne finira jamais ;
- Françoise Hardy : Noir sur blanc et Pourquoi vous ? ;
- Ismaël Lô : L’amour a tous les droits et Faut qu'on s’aime ;
- Mario : On se ressemble ;
- Pascal Obispo : Millésime, a Forthlin Road ;
- Florent Pagny : Châtelet les Halles, L'air du temps, Io le canto per te, Si tu n'aimes pas Florent Pagny et l'album Vieillir avec toi en intégralité ;
- Hélène Ségara : Au nom d’une femme et Regarde ;
- Julie Zenatti : La vérité m’attire et Toutes les douleurs ;
- Grand Corps Malade : L'ombre et la lumière ;
- Passi : Face à la mer ;
- Natasha St-Pier : Toi qui manques à ma vie.
- Maëlle : Toutes les machines ont un cœur et l'intégralité de son premier album Maëlle

Il a également composé trois titres pour la comédie musicale Les Dix Commandements : Je n'avais jamais prié, Une raison d’espérer, Y a tant d’amour.

### Implication et participation à des œuvres caritatives, sociales et écologistes
Calogero participe également à de nombreuses œuvres caritatives. On le retrouve dans Les Enfoirés de 2004 à 2007.
- Il participe au collectif Noël Ensemble en 2002, ainsi que sur le titre Y a pas un homme qui soit né pour ça avec  Florent Pagny et Pascal Obispo pour le Sidaction.
- Il participe au single Douce France, cause menée par Marc Lavoine en 2006 dans le but de combattre la discrimination et d’aider les jeunes à trouver du travail.
- Il participe au concert Les grands gamins organisé par Zazie et Vincent Baguian au profit de Sol En Si.
- En octobre 2010, il chante pour le concert de solidarité 300 jours déjà... pour Hervé Ghesquière et Stéphane Taponier.
- Participe régulièrement au Televie de Belgique.
- Calogero participe à l'émission consacrée à Grégory Lemarchal diffusée le 16 août 2014 sur TF1 afin de soutenir la recherche sur la mucoviscidose[34].
- Nice, le 14 juillet 2017, Calogero interprète la chanson Les feux d'artifice en hommage aux victimes des Attentats de Nice[35]. Il s’agissait d’une demande de la part des familles des victimes.
- Le 17 juin 2018, après le tournage du clip Voler de nuit en collaboration avec le photographe et réalisateur Yann Arthus-Bertrand, Calogero se produit au sein du domaine de la Fondation GoodPlanet à Paris[36].
- En juin 2018, il est le Parrain du "Concours d´écriture Antoine de Saint-Exupéry" à la fondation du même nom[37] Dans une vidéo, il y invite les jeunes francophones à écrire une lettre porteuse d’un message d’espoir et d’avenir pour la planète[38].
- En 2018, il participe au festival Un Autre Monde à Massongex (Suisse) au profit de la fondation Terre des Hommes[39].
- En 2020 il sort On fait comme si dont les recettes seront reversées à la Fondation Hôpitaux de Paris-Hôpitaux de France[18]

### Polémique

#### Affaires de plagiat
En mars 2010, le tribunal de grande instance de Paris condamne pour contrefaçon le chanteur et la société d'édition Universal Music France pour Un jour parfait,. Le chanteur conteste en déclarant que "c'est une décision injuste et inadaptée à cette situation". Après avoir fait appel, Calogero est relaxé un an plus tard,.
En mai 2014, Calogero est condamné à 80 000 euros de dommages-intérêts, pour une ressemblance de refrain entre sa chanson Si seulement je pouvais lui manquer et le titre Les chansons d'artistes de Laurent Feriol. Calogero fait appel mais est condamné une deuxième fois en appel en 2015. Sa condamnation est confirmée en cassation en 2016,. Il déplore une « erreur judiciaire ».

#### Droits à l'image
Dans un article de La Provence de décembre 2018, le journaliste chargé de la couverture de son spectacle à Aix-en-Provence révèle s'être vu demander de signer un contrat pour ne pas publier les photos sans le consentement de l'équipe de production. Un journaliste du Républicain lorrain refuse de signer un contrat identique lors du concert du 7 février 2019.

## Discographie

### Compilation
- 2010 : V.O.-V.S.

### Albums live
- 2005 : Live 1.0
- 2011 : Live symphonique
- 2015 : Live 2015
- 2019 : Liberté chérie Tour (Live à l'Olympia)

### Albums collectifs
- 2000 : Douce nuit, en duo avec Zazie, sur l'album collectif Noël ensemble
- 2001 : Ce qu'on voit, allée Rimbaud, en duo avec Pascal Obispo, sur l'album Millésime Live 00/01
- 2001 : Châtelet les Halles, en duo avec Florent Pagny, sur l'album 2
- 2001 : Le Peintre des étoiles, sur l'album collectif Ma chanson d'enfance
- 2005 : On va partir en voyage, en duo avec Elisa Tovati, sur l'album collectif Sol en Cirque
- 2006 : Attila Joszef, sur l'album Le Grand Dîner, en hommage à Dick Annegarn
- 2008 : La débâcle des sentiments, en duo avec Stanislas, sur l'album L'équilibre instable
- 2008 : Inch'Allah, en duo avec Salvatore Adamo, sur l'album Le Bal des gens bien
- 2008 : Comme ils disent, en duo avec Charles Aznavour, sur l'album Charles Aznavour et ses amis à l'Opéra Garnier
- 2008 : L'oiseau (Sébastien parmi les hommes), en duo avec Zazie, sur l'album collectif Sol en si, le concert des Grands Gamins au Zénith
- 2009 : Tu verras, en duo avec Maurane, sur l'album Nougaro ou l'espérance en l'homme
- 2011 : Mon frère, sur l'album La maison bleue, en hommage à Maxime Le Forestier
- 2012 : Circus, album collectif avec Stanislas, Philippe Uminski, Karen Brunon, Elsa Fourlon.
- 2014 : Son Bleu, sur l'album-hommage collectif La Bande à Renaud volume 2
- 2014 : Des heures hindoues, en duo avec Carla Bruni, sur l'album Kiss & Love pour les 20 ans du Sidaction
- 2016 : Ce lundi-là, sur l'album collectif J'étais un ange (hommage à Michel Delpech)
- 2017 : La même tribu, sur la chanson collective d'Eddy Mitchell avec Pascal Obispo, Jacques Dutronc, Johnny Hallyday, Laurent Gerra, et bien d'autres
- 2017 : Syracuse, sur l'album hommage collectif Henri a 100 ans
- 2017 : Robot au rabais, sur l'album collectif Le Soldat Rose 3 (des Souchon père et fils et Pierre-D. Burgaud)
- 2017 : Elle m'oublie, sur l'album On a tous quelque chose de Johnny
- 2019 :  Ma préférence, sur l'album Duos (Julien Clerc)
- 2023 :  Ne saute pas, sur l'album Cœur parapluie (Hoshi)
- 2023 :   Un homme heureux, sur l'album hommage Simplement Sheller

### Participations
- 2004 : A.M.A.D.E - Chanter qu'on les aime
- 2021 : La Rosée, en duo avec Cyril Mokaïesh (single digital de Cyril Mokaïesh)

### Musique de film et de série
- Calogero compose le générique de la série Flics, diffusé à partir du 9 octobre 2008 sur TF1.
- La bande originale du film Mon pote, de Marc Esposito, sorti le 1er décembre 2010 a également été composée par l'artiste.
- Fin 2018, il compose et interprète en studio avec Francis Lai la bande originale pour la suite du film de Claude Lelouch Un homme et une femme sorti en 1966[53],[54].

## Filmographie

### Télévision
- 2023 : Respire, téléfilm de Jérôme Cornuau : Raphaël, le professeur de musique

## Récompenses
- NRJ Music Awards
  - Meilleur artiste masculin francophone (2004)[55]
  - Meilleur groupe/duo francophone (2005) avec Passi pour Face à la mer[56]
- Victoires de la musique
  - Artiste interprète masculin de l'année (2004)[57]
  - Chanson originale de l'année (2005) pour Si seulement je pouvais lui manquer[58]
  - Chanson originale de l'année (2015) pour Un jour au mauvais endroit[59]
- Grand Prix de l'UNAC
  - Chanson de l'année pour Prendre racine (2004)[60]
- Prix Radio France
  - Meilleur artiste de l'année (2001)[61]
- Album de l'Année RTL
  - L'album L'embellie est récompensé par les auditeurs de RTL comme album de l'année 2009[62]. Une émission spéciale lui est dédiée le 25 décembre 2009 afin de lui remettre son prix.
  - L'album Les Feux d'artifice est récompensé par les auditeurs de RTL comme album de l'année 2014[63].
  - L'album A.M.O.U.R. est récompensé par les auditeurs de RTL comme album de l'année 2023. Il détient le record pour ce prix[64].
- Grand Prix de la Chanson Française SACEM
  - Calogero se voit sacré à la cérémonie 2017 du Grand Prix de la Chanson Française par le conseil d'administration de la SACEM dans la catégorie Créateur-Interprète[65]. Le 27 novembre 2017 le prix lui est remis à la salle Pleyel. Cette cérémonie n'est ouverte qu'aux professionnels de la musique.

## Décorations
- Officier de l'ordre des Arts et des Lettres (2019)[66]

## Honneur
L'astéroïde (470600) Calogero est nommé en son honneur.